# Langues sepik des collines
Les langues sepik des collines sont une famille de langues papoues parlées en Papouasie-Nouvelle-Guinée, dans le nord-ouest du pays. 

## Classification
Hammarström, Haspelmath, Forkel et Bank incluent les langues sepik des collines dans l'ensemble formé par la famille des langues sepik.

## Liste des langues
Les dix-neuf langues sepik des collines sont réparties en trois groupes :
- groupe des langues sepik des collines central
  - sous-groupe bahinemique
    - bahinemo
    - berinomo
    - nigilu
    - wagu

  - sous-groupe du noyau sepik des collines central
    - bisis
    - sous-groupe kapriman-watakataui 
      - kapriman
      - watakataui

    - mari
    - sumariup
- groupe des langues sepik des collines de l'Est
  - alamblak
  - kaningra
- groupe des langues sepik des collines de l'Ouest
  - sous-groupe hewa-paka 
    - hewa
    - niksek
    - piame

  - saniyo-hiyewe

## Sources
- (en) Malcolm Ross, 2005, Pronouns as a preliminary diagnostic for grouping Papuan languages, dans Andrew Pawley, Robert Attenborough, Robin Hide, Jack Golson (éditeurs) Papuan pasts: cultural, linguistic and biological histories of Papuan-speaking peoples, Canberra, Pacific Linguistics. pp. 15–66.